# Tarn (řeka)
Tarn je řeka ve Francii (Midi-Pyrénées, Languedoc-Roussillon). Její celková délka je 375 km. Plocha povodí měří 15 000 km².

## Průběh toku
Pramení v pohoří Cévennes a protéká přes vápencovou planinu Causse du Larzac, kde vytváří soutěsku dlouhou 50 km a hlubokou 500 m. Nad městem Albi překonává vodopád Sabo. Na dolním toku teče po rovině. Ústí zprava do Garonny.

## Vodní režim
Na jaře má nejvíce vody. Na podzim dochází k povodním, které jsou způsobeny dešti. Průměrný průtok vody při ústí činí přibližně 250 m³/s a maximální 8200 m³/s.

## Využití
Vodní doprava je možná do města Albi. Na řece byly vybudovány vodní elektrárny (Le-Puge, Pinet, Rivier).

## Města
Na řece leží města:
- Montoban
- Moissac
- Villemur-sur-Tarn
- Albi
- Gaillac
- Lisle-sur-Tarn
- Rabastens
- Millau
- Le Pont-de-Montvert
- Sainte-Enimie